# Shūroku Sasaki
Shūroku Sasaki (jap. 佐々木秀六 Sasaki Shūroku; (ur. 14 marca 1947 roku) – japoński kierowca wyścigowy.

## Kariera
Sasaki rozpoczął karierę w międzynarodowych wyścigach samochodowych w 1978 roku od startów w Japońskiej Formule Pacyfik, gdzie raz stanął na podium. Nie był jednak zaliczany do klasyfikacji końcowej kierowców. W późniejszych latach pojawiał się także w stawce Japońskiej Formuły 3 (5 zwycięstw w sezonie 1980 zapewniło mu mistrzowski tytuł), Europejskiej Formuły 3, Brytyjskiej Formuły 3, World Sports-Prototype Championship, All Japan Sports-Prototype Championship, All Japan Sports Prototype Car Endurance Championship oraz Super GT Japan.